# 1833
1833 (MDCCCXXXIII) a fost un an obișnuit al calendarului gregorian, care a început într-o zi de marți.

## Evenimente

### Ianuarie
- 23 ianuarie: Marea Britanie reintră în posesia Insulelor Malvine.

### Martie
- 4 martie: Andrew Jackson depune jurământul la preluarea celui de-al doilea mandat ca președinte al SUA.

### Mai
- 6 mai: Carl Friedrich Gauss și Wilhelm Weber primesc aprobarea de a construi, la Göttingen un telegraf electric.

### August
- 1 august: Parlamentul britanic validează legea abolirii sclaviei, lege care va fi pusă în aplicare abia anul următor și care a avut drept efect eliberarea tuturor sclavilor din Imperiul Britanic.
- 12 august: 350 de coloniști pun bazele viitorului oraș Chicago.

### Septembrie
- 29 septembrie: Isabela a II–a devine regină a Spaniei; având doar trei ani, regența este asigurată de mama sa, Maria Christina a celor Două Siclilii.

### Noiembrie
- 25 noiembrie: Sumatra este lovită de un puternic cutremur cu magnitudinea de 8,7 grade Richter.

### Nedatate
- Grecia își reia stăpânirea asupra Acropolisului din Atena.
- Tratatul de la Unklar Skelessi. Alianță între Imperiul Otoman și Imperiul Rus referitor la strâmtoarea Dardanele.

## Arte, știință, literatură și filozofie
- Alfred de Musset scrie Les caprices de Marianne
- George Sand scrie Lelia
- Honoré de Balzac scrie Eugénie Grandet
- Se pun bazele biochimiei: Anselme Payen descoperă prima enzimă, diastaza.

## Nașteri
- 15 ianuarie: Luis Paulsen, șahist german (d. 1891)
- 10 martie: Dimitrie A. Sturdza-Miclăușanu, istoric și om politic liberal (d. 1914)
- 10 martie: Pedro Antonio de Alarcón (n. Pedro Antonio Joaquín Melitón de Alarcón y Ariza), scriitor spaniol (d. 1891)
- 7 mai: Johannes Brahms, compozitor și pianist german (d. 1897)
- 20 august: Benjamin Harrison, al 23-lea președinte al SUA (1889-1893), (d. 1901)
- 20 august: Vasile Pogor, publicist și poet român (d. 1906)
- 21 octombrie: Alfred Nobel, inventator suedez, inițiator al Premiului Nobel (d. 1896)
- 12 noiembrie: Aleksandr Porfirievici Borodin, compozitor rus (d. 1887)
- 27 noiembrie: Mary Adelaide de Cambridge, mama reginei Mary a Regatului Unit (d. 1897)

## Decese
- 5 iulie: Joseph Nicéphore Niépce (n. Joseph Niépce), 68 ani, inventatorul fotografiei, francez (n. 1765)